# Vương Lương (tướng nhà Đông Hán)
Vương Lương (chữ Hán: 王梁, ? – 38), tự Quân Nghiêm, người Yếu Dương, Ngư Dương , tướng lĩnh, khai quốc công thần nhà Đông Hán, một trong Vân Đài nhị thập bát tướng.

## Cuộc đời và sự nghiệp
Ban đầu Lương làm Quận lại, được thái thú Bành Sủng cho giữ chức Hồ Nô lệnh, cùng Cái Duyên, Ngô Hán đưa quân về nam xin theo Lưu Tú ở Quảng A, được bái làm Thiên tướng quân. Sau khi Lưu Tú hạ được Hàm Đan, ông được ban tước Quan nội hầu. Tham gia bình định Hà Bắc, được bái làm Dã Vương lệnh, cùng Hà Nội thái thú Khấu Tuân phía nam chống lại chính quyền Canh Thủy ở Lạc Dương, phía bắc giữ Thiên Tỉnh quan , bọn Chu Vĩ không dám ra quân, Lưu Tú khen ngợi công lao của Lương. Khi Lưu Tú lên ngôi, là Quang Vũ đế, bàn bạc chọn Đại tư không, mà "Xích phục phù"  nói: "vương lương chủ vệ tác huyền vũ"; đế cho rằng Dã Vương (nhiệm sở của Lương) từng là đô thành của nước Vệ , Huyền Vũ là tên của thủy thần, Tư không là quan chức phụ trách thủy thổ, vì thế bái ông làm Đại tư không, phong Vũ Cường hầu.
Năm Kiến Vũ thứ 2 (26), cùng bọn Đại tư mã Ngô Hán đánh nghĩa quân Đàn Hương, đã có chiếu giao quyền chỉ huy cho Ngô Hán, mà Lương tự ý điều quân Dã Vương, đế lệnh cho ông dừng lại ở huyện Sở, nhưng Lương vẫn tiếp tục tiến quân. Đế cho rằng ông 2 lần vi mệnh, cả giận, sai thượng thư Tông Quảng cầm cờ tiết đi chém Lương. Quảng không nỡ, bỏ xe tù đưa về Lạc Dương. Đến nơi, được tha. Hơn tháng, được dùng làm Trung lang tướng, coi việc Chấp kim ngô. Giữ Cơ quan ở phía bắc, đánh bại và thu hàng một cánh nghĩa quân Xích Mi.
Mùa xuân năm thứ 3 (27), chuyển sang đánh nghĩa quân Ngũ Hiệu đuổi đến Tín Đô, Triệu Quốc, phá được, bình định tất cả các lực lượng cát cứ gần đó. Mùa đông, có sứ giả cầm cờ tiết bái Lương làm Tiền tướng quân.
Mùa xuân năm thứ 4 (28), đánh Phì Thành, Văn Dương, hạ được. Tiến quân cùng Phiêu kỵ đại tướng quân Đỗ Mậu đánh Giảo Cường, Tô Mậu ở khoảng Sở, Bái, hạ được Đại Lương, Niết Tang, còn Bộ lỗ tướng quân Mã Vũ, Thiên tướng quân Vương Bá cũng chia đường mà tiến, hơn năm đều bình xong.
Năm thứ 5 (29), tham gia cứu Đào Thành, phá bọn Bàng Manh. Lương chiến đấu hăng hái, được bái làm Sơn Dương thái thú, vỗ về những lực lượng mới quy phụ, nắm quân như cũ.
Sau vài tháng chinh chiến, thay Âu Dương Hấp làm Hà Nam doãn. Lương đào ngòi dẫn nước sông Cốc rót đến dưới thành Lạc Dương, tháo ra Củng Xuyên phía đông, đào xong thì nước không chảy. Năm thứ 7, hữu tư đàn hặc, Lương thẹn sợ, dâng thư "khất hài cốt" . Đế bảo toàn cho công thần, giải binh quyền của ông, dùng làm Tế Nam thái thú, phong Phụ Thành hầu.
Năm thứ 14 (38), mất khi đang ở chức. Con là Vũ kế tự.